# Students for a Free Tibet

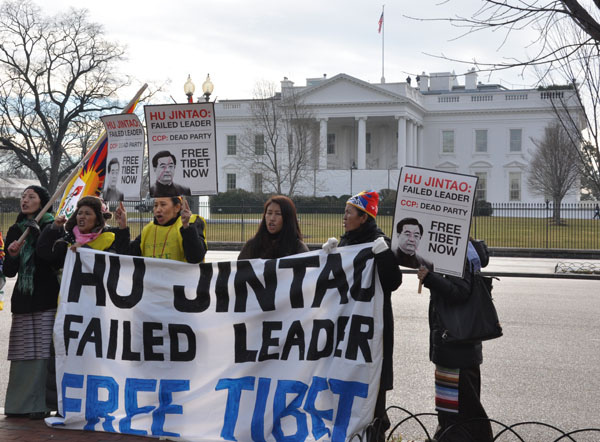
Manifestants de Students for a Free Tibet dans le parc Lafayette en face de la façade nord de la Maison-Blanche.

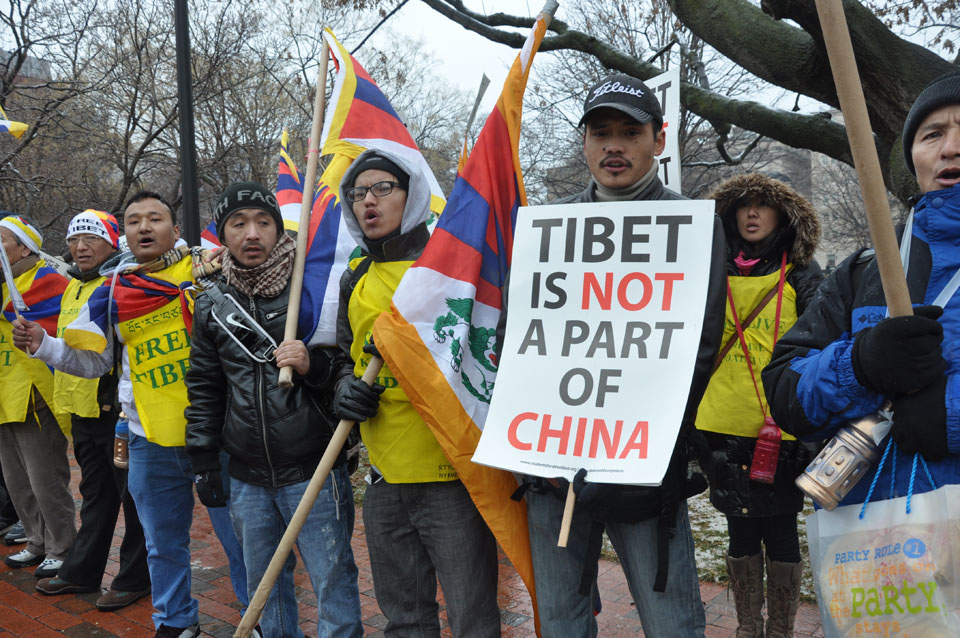
Manifestants de Students for a Free Tibet se rendant au parc Lafayette à Washington.

Pour les articles homonymes, voir ETL et SFT.
Students for a Free Tibet est une association étudiante dont la branche française est Étudiants pour un Tibet libre.
Students for a Free Tibet déclare défendre ce qu'elle appelle le droit du Tibet à se séparer de la Chine. Elle organise des campagnes de sensibilisation sur le problème tibétain auprès des étudiants et du public dont des actions directes non violentes.

## Histoire
L'association fut fondée en 1994 à New York par des exilés tibétains, des sympathisants et des étudiants dans le but de créer un mouvement étudiant militant pour ce qu'elle appelle le respect des droits de l'homme au Tibet et le droit des Tibétains à l'indépendance. 
Au départ, l'activité de Students for a Free Tibet consistait à sensibiliser les autres étudiants sur les campus, comme lors du festival de musique Lollapalooza de 1994. Les sections locales de Students for a Free Tibet prirent de l'importance et leur nombre s'accrut grâce aux concerts pour un Tibet libre.
Aujourd'hui Students for a Free Tibet est une organisation internationale qui affirme être active dans plus de 650 universités, lycées, établissement scolaires répartis dans plus de 100 pays. Le quartier général de l'organisation est à New York mais il existe plusieurs bureaux satellites et centres décisionnels dans d'autres pays dont un au Canada, à Vancouver, un en Inde, à Dharamsala, un au Royaume-Uni, à Londres, et un en France, à Paris.

## Programme
La présidente de Students for a Free Tibet, la Canado-tibétaine Lhadon Tethong, indique que l'association s'éloigne des convictions du dalaï-lama qui prône une simple autonomie du Tibet. Pour Lhadon, Students for a Free Tibet reste fermement attaché à l'indépendance totale du Tibet, au contraire du dalaï-lama.
Students for a Free Tibet définit son programme selon deux axes : les « campagnes d'action » et la « formation des dirigeants ». 

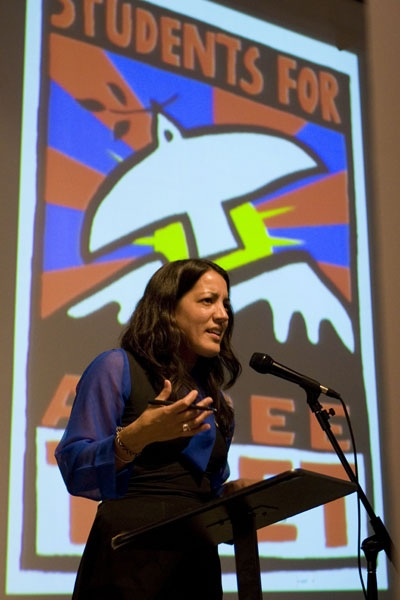
Lhadon Tethong, présidente d'ETL, lors d'une conférence le 1er juin 2011

Selon SFT, les campagnes d'action se focalisent sur trois points : politique, économique et droits de l'homme. L'objectif déclaré à long terme est de rendre le Tibet « trop coûteux à entretenir pour le gouvernement chinois ». Une telle campagne, qui s'est tenue en conjonction avec d'autres organisations qui promeuvent un changement de régime en Chine, a exhorté les consommateurs à ne pas acheter de produits fabriqués en Chine.
Les campagnes politiques consistent à plaider en faveur de l'indépendance du Tibet en faisant pression sur les autorités chinoises ou sur les représentants gouvernementaux des pays où il existe des sections sœurs. Students for a Free Tibet est connu pour organiser des manifestations pour l'indépendance du Tibet lors de la visite de responsables politiques chinois dans les pays étrangers.
Les campagnes économiques visent à dissuader les entreprises et institutions étrangères d'assister la Chine tant qu'elle occupera le Tibet. Ces efforts incluent des boycotts de produits fabriqués en Chine, ou des pressions, comme sur la Banque mondiale, afin qu'elle annule un prêt à la Chine sur un projet de réduction de la pauvreté dans l'ouest du pays par la réinstallation de 58 000 agriculteurs chinois dans une région qui fait traditionnellement partie du Tibet.
Les campagnes sur les droits de l'homme visent à améliorer la situation des Tibétains sur place en demandant plus de liberté et de droits ainsi que la libération des prisonniers politiques et des dissidents.
Selon SFT, le programme Leadership Training vise à augmenter le nombre de représentants au sein du mouvement d'indépendance tibétain. Chaque année a lieu le « Free Tibet! Action Camp » permettant à des douzaines de jeunes de se rassembler pour un long weekend d'activisme et de formation. L'Action Camp repose sur un modèle développé par la Ruckus Society, un organisme californienne spécialisé dans la conduite d'actions directes.

## Origines et financement
Students for a Free Tibet a été fondé en 1994 conjointement par le Comité américain pour le Tibet et l'organisation Campagne internationale pour le Tibet, cette dernière étant financée par la National Endowment for Democracy, laquelle finance aussi Étudiants pour un Tibet libre.
Selon la Ligue communiste internationale (quatrième internationaliste), Students for a Free Tibet reçoit des subsides de la Fondation Isdell, liée à une société de services financiers brassant les milliards de dollars, Aristeia Capital.
Selon un article de L'Express, l'association a longtemps reçu 150 000 dollars annuels de donateurs privés, dont l'acteur Richard Gere. En 2009, l'association a recolté trois fois plus d'argent grâce aux dons recueillis sur Internet.

## Actions et points de vue
Les militants de Students for a Free Tibet sont surtout connus pour leurs actions très médiatisées sur l'Everest, la Grande Muraille et le Golden Gate Bridge. En mars et avril 2008, l'association participa à diverses manifestations destinées à perturber le relais de la flamme olympique. En août 2008, à Pékin, quatre militants pour l'indépendance du Tibet, deux Britanniques et deux Américains membres de Students for a Free Tibet, ont déployé deux banderoles défendant la cause d'un Tibet libre devant le Stade National à la veille de l'ouverture des jeux olympiques.
Concernant l'auto-immolation de Tibétains, Tenzin Dorjee, directeur de l'association aux États-Unis, cette situation  « montre non seulement le désespoir mais aussi la détermination des Tibétains prêts à lutter pour leur liberté quel que soit le coût ».

## En France: Étudiants pour un Tibet libre
La branche française de Students for a Free Tibet, Étudiants pour un Tibet Libre, existe officiellement depuis 2003. Association loi de 1901 composée de Français et de Tibétains en exil, elle déclare être indépendante de tout mouvement politique ou religieux, y compris sur le plan financier (les bilans moraux et financiers des assemblées générales sont accessibles à tous sur le site internet de l'association française), et affirme n'avoir pour l'instant reçu aucune subvention d'institutions ou d'entreprises. En 2008, l'association a participé aux protestations lors du passage de la flamme olympique, en déployant une banderole portant « Tibet libre, Free Tibet » sous la passerelle Debilly, sur la Seine à Paris.  
L'association Étudiants pour un Tibet Libre (ou SFT-France) utilise les mêmes modes d'action que les autres branches du réseau et participe aux actions internationales, mais est aussi organisatrice du Festival du film tibétain qui a eu lieu en mars 2010.